# شمارخ
شمارخ (به عربی: شمارخ) یک روستا در سوریه است که در ناحیه مرکزی اعزاز واقع شده‌است. شمارخ ۲۲۶ نفر جمعیت دارد.